# Mission A.D.
Mission A.D. è un videogioco di tipo sparatutto ambientato in una complessa città futuristica, pubblicato nel 1986 per Commodore 64 dalla britannica Odin Computer Graphics, che era divenuta un'etichetta della Telecomsoft.
A suo tempo diverse riviste ne apprezzarono molto l'aspetto estetico, sebbene alcune lo giudicarono un po' ripetitivo.

## Modalità di gioco
Il giocatore controlla l'agente IY all'interno di un grande complesso artificiale formato da otto zone bidimensionali da esplorare: biblioteca, cattedrale, night club, uffici, parco con statue, tubazioni, serra, porto. Ogni zona è formata da circa una ventina di ambienti, ciascuno una schermata con visuale di profilo su due piani che occupano tutta la larghezza dello schermo. Uscendo a sinistra o a destra si cambia schermata. Usando gli ascensori si può cambiare piano oppure cambiare schermata se si esce in alto o in basso.
Tramite apposite cabine di teletrasporto è possibile passare da una zona all'altra. Si ha a disposizione una minimappa piuttosto piccola dell'intero complesso; sulla mappa è evidenziata in grigio solo l'estensione della zona in cui ci si trova attualmente. Una volta entrati nel teletrasporto si può scegliere a quale zona andare, vedendo le rispettive mappe.
L'agente IY può correre e sparare orizzontalmente, saltare e abbassarsi per evitare i proiettili nemici.
Ha a disposizione 3 vite e per ciascuna una barra di energia che si riduce quando viene colpito.
I nemici comuni sono robot fluttuanti e umanoidi che indossano tute, anch'essi in grado di sparare orizzontalmente. Si aggirano per le stanze anche personaggi amici che bisogna evitare di colpire per ricevere un maggiore bonus a fine livello.
Per superare un livello, l'obiettivo è uccidere tutti i nemici di un particolare tipo, il cui aspetto viene mostrato con un'immagine di esempio. Questi nemici, umanoidi, sono inizialmente 5 ma aumentano nei livelli successivi, e vengono segnalati sulla minimappa come punti lampeggianti, anche se si trovano in un'altra zona. Bisogna trovarli ed eliminarli prima dello scadere del tempo, rappresentato da una barra che si accorcia.